# الحرس الإمبراطوري الياباني
الحرس الإمبراطوري الياباني، هو منظمة مكرسة لحماية إمبراطور اليابان والعائلة الإمبراطورية والقصور والممتلكات الإمبراطورية الأخرى. كان الحرس الإمبراطوري في الماضة منظمة مستقلة بإسم: «قوات الحرس الإمبراطوري» أو «فرق الحرس الامبراطوري» Imperial guard divisions (Konoe Shidan)، وهي قوات نخبة شبه مستقلة من الجيش الإمبراطوري الياباني، والذي تم حله بعد فترة وجيزة من الحرب العالمية الثانية. بعد الحرب، تم إعادة هيكلته تحت إسم «الحرس الامبراطوري» Imperial Guard Headquarters (Kouguu-Keisatsu Hombu، lit. Imperial Palace Police Headquarters)، وهي منظمة إنفاذ قانون مدنية تعد جزءًا من وكالة الشرطة الوطنية اليابانية.

## الحرس الإمبراطوري للجيش الإمبراطوري الياباني
تم تأسس الحرس الإمبراطوري للجيش الإمبراطوري الياباني في عام 186م، وأصبح نواة للجيش الإمبراطوري الياباني بعد أن تولى الإمبراطور «ميجي» جميع سلطات الدولة خلال فترة إصلاح ميجي. كان الحرس الإمبراطوري، الذي يتألف من 12 ألف رجل منظمين ومدربين على أسس عسكرية فرنسية. كانت أول جولاته العسكرية خلال تمرد ساتسوما. تم تنظيم الحرس في لواء مشاة الحرس الأول، الذي كان يضم الفوجين الأول والثاني. وكان الفوجين الثالث والرابع تابعتين للواء مشاة الحرس الثاني.
بحلول عام 1885 أصبح الجيش الإمبراطوري الياباني يتكون من سبع فرق، واحدة منها كانت الحرس الإمبراطوري. تتكون الفرقة من أربعة أفواج تحتوي كل منها على مقر وكتيبتين. كان مقر فرقة الحرس الإمبراطوري في طوكيو، وكان يتم التجنيد على أُسس وطنية؛ كما كان يتم تجنيد الضباط على أسس وطنية أيضًا.
بعد الحرب الروسية اليابانية عام 1905، تم تشكيل لواء حرس ثانٍ من السكان الفورموسيين الأصليين (سكان تايوان). في عام 1920، تم تشكيل فوج الفرسان التابع للحرس، وفوج المدفعية الميدانية التابع للحرس، وكتيبة مهندسي الحرس، وكتيبة إمدادات الحرس، بالإضافة إلى وحدات خدمة الحرس أخرى، مما أضاف إلى قوة تشكيل المعركة. من عام 1937 إلى عام 1939، تم توسيع كتيبة مهندسي الحرس إلى فوج، كما حدث مع كتيبة إمدادات الحرس.

### حرب المحيط الهادئ
في سبتمبر 1939، تم تقسيم الفرقة إلى لواء الحرس الأول والثاني.
تم نقل لواء الحرس الأول، الذي كان يضم فوجي المشاة الحرس الأول والثاني، وفوج الفرسان، ونصف وحدات الدعم، إلى جنوب الصين. في الصين أصبح معروفًا باسم لواء الحرس المختلط. وفي أكتوبر 1940، انضم إلى وحدات يابانية أخرى تحتل الهند الصينية الفرنسية. في أبريل 1941 عاد لواء الحرس المختلط إلى طوكيو لكنه لم ينضم مرة أخرى إلى فرقة الحرس الإمبراطوري.
في مايو 1943، تمت إعادة تسمية جميع وحدات الحرس الإمبراطوري. أصبح لواء الحرس المختلط في طوكيو فرقة الحرس الأولى (التي تتكون الآن من أفواج الحرس الأول والثاني والسادس) وأصبحت فرقة الحرس الإمبراطوري فرقة الحرس الثانية . تم تشكيل فرقة الحرس الثالثة ، التي لم تغادر اليابان أبدًا، في عام 1944. كان يتكون من أفواج الحرس الثامن والتاسع والعاشر.

### جرائم الحرب
في ماليزيا وسنغافورة التي احتلتها اليابان ، تورطت فرقة الحرس في العديد من جرائم الحرب المشينة مثل مذبحة باريت سولونج ومذبحة سوك تشينج. الفريق أول «تاكوما نيشيمورا» ، الذي حكم عليه بالسجن مدى الحياة من قبل محكمة عسكرية بريطانية، أدين في وقت لاحق من قِبل محكمة عسكرية أسترالية بارتكاب جرائم حرب فيما يتعلق بمذبحة باريت سولونغ. تم إعدامه شنقًا في 11 يونيو 1951.

### التنظيم
- فرقة الحرس الأولى (近衛第1師団، كونوي داي-إيتشي شيدان)
- فرقة الحرس الثانية (近衛第2師団، كونوي داي-ني شيدان)
- فرقة الحرس الثالثة (近衛第3師団، كونوي داي سان شيدان)

### صور

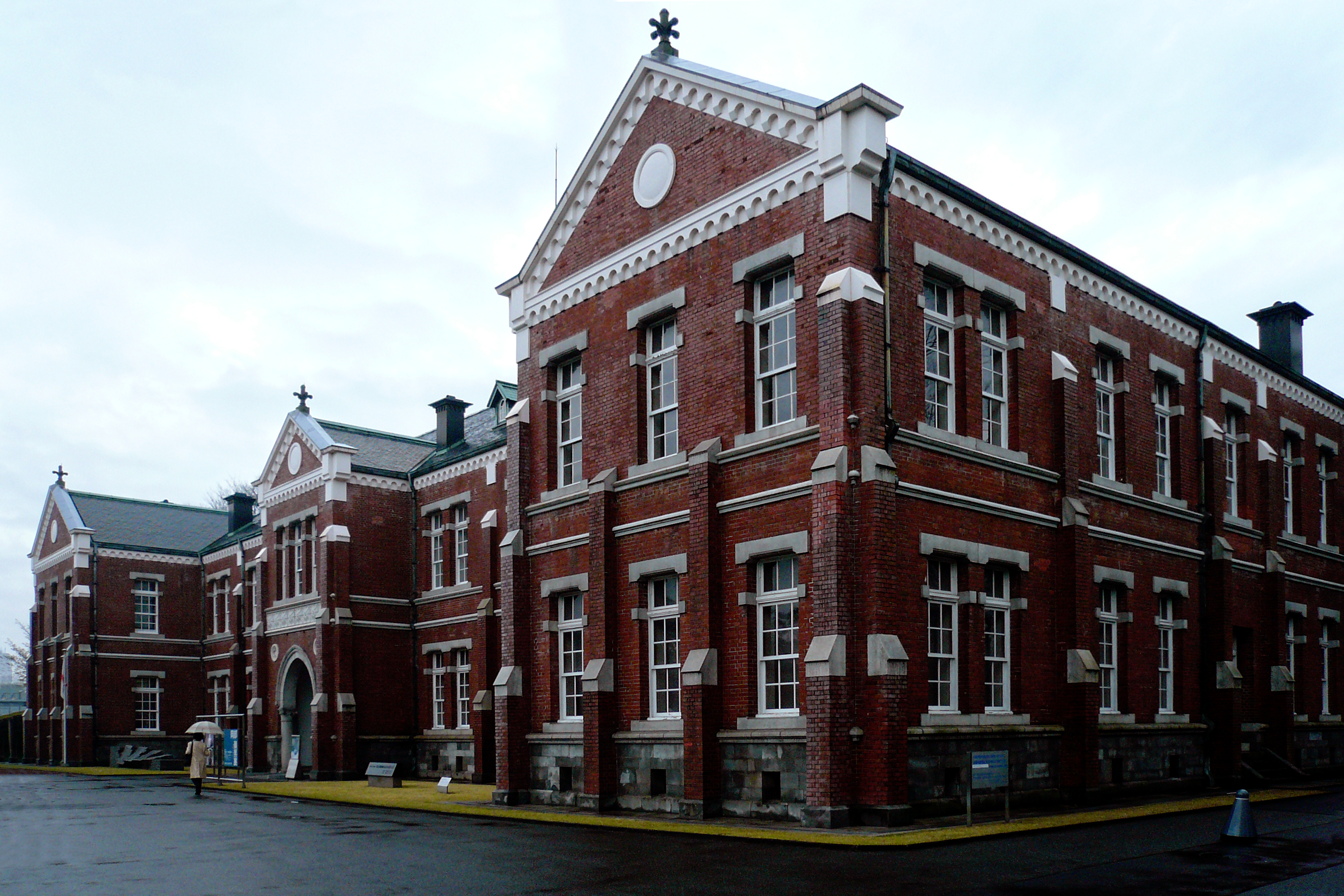
مركز القيادة للحرس الإمبراطوري الياباني. الآن جزء منالمتحف الوطني للفن الحديث في طوكيو.
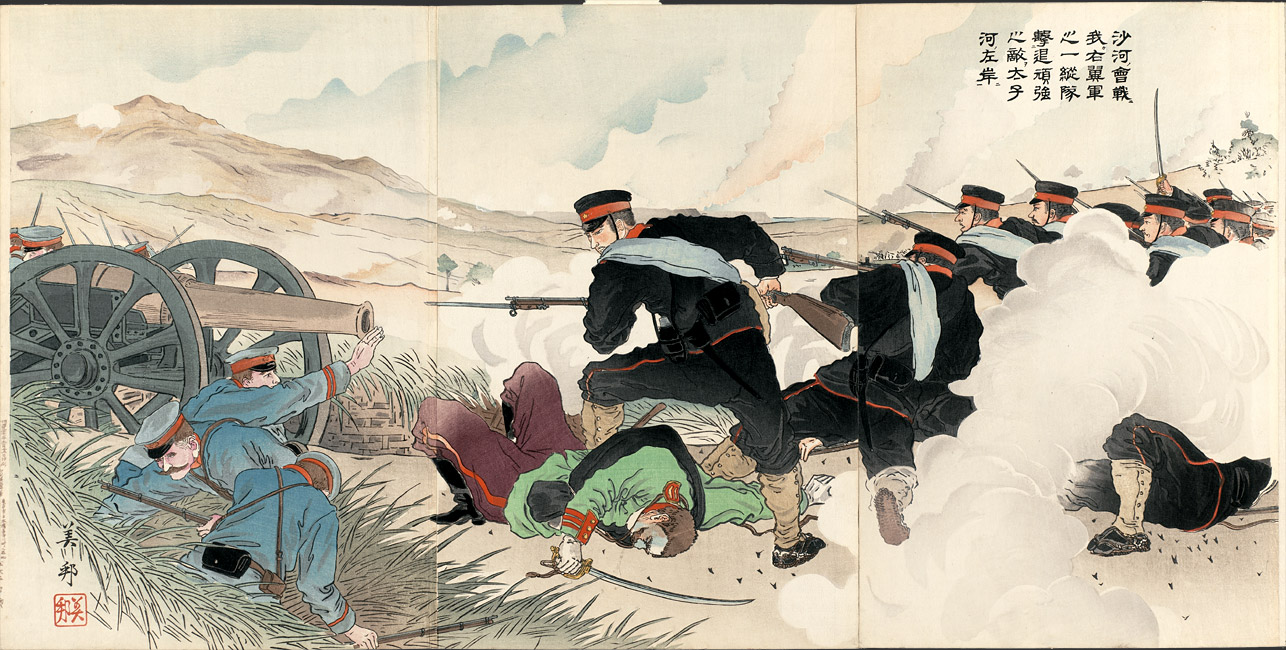
صورة «أوكييو-إه»للحرس الإمبراطوري وهو يصد الجيش الروسي فيمعركة شاهو خلال الحرب الروسية اليابانية عام 1904م.
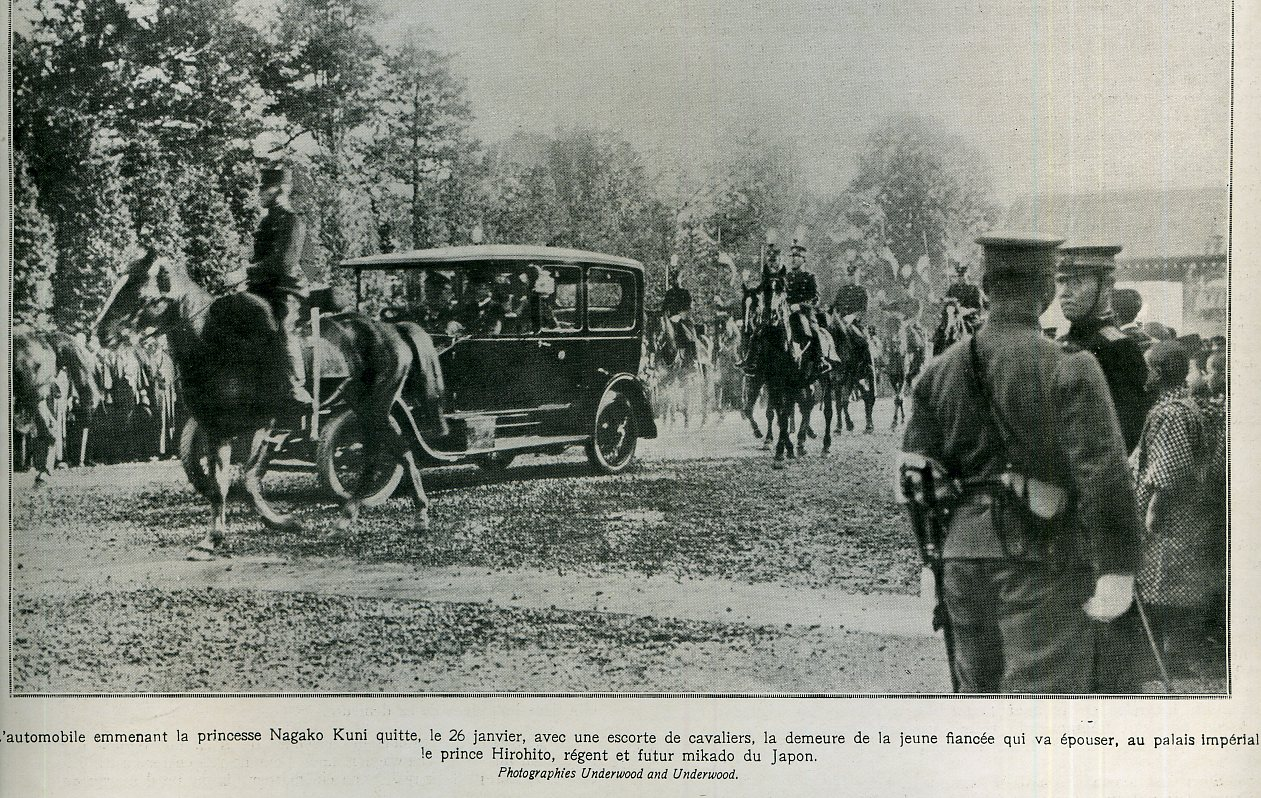
الحرس الإمبراطوري يرتدي الزي الأزرق في حفل زفاف الإمبراطورهيروهيتو عام 1924م.

## الحرس الإمبراطوري
بعد حل فرق الحرس الإمبراطوري، تم دمج مهامهم في «الشرطة الإمبراطورية» Imperial Police (皇宮警察 Kōgū-Keisatsu)، وهي فرع إنفاذ القانون المدني التابع لوزارة الأسرة الإمبراطورية . في عام 1947، أعيد تنظيمه إلى «مكتب الحرس الإمبراطوري» Imperial Guard Bureau (皇宮警察部 Kōgū-Keisatsu-bu) التابع لقسم شرطة مدينة طوكيو. بعد إعادة تسميته عدة مرات، أصبح أخيرًا يُعرف بـ«الحرس الإمبراطوري» Imperial Guard Headquarters (皇宮警察本部 Kōgū-Keisatsu Honbu) في عام 1949. مع إعادة بناء أنظمة الشرطة اليابانية بشكل كامل في عام 1954، أصبح الحرس جزءًا من وكالة الشرطة الوطنية.
حاليًا، يتكون من أكثر من 900 فرد من أفراد شرطة الأمن الذين يوفرون الأمن الشخصي للإمبراطور وولي العهد وأعضاء آخرين من العائلة الإمبراطورية، بالإضافة إلى حماية الممتلكات الإمبراطورية، بما في ذلك القصر الإمبراطوري في طوكيو ، والقصر الإمبراطوري في كيوتو ، وفيلا كاتسورا الإمبراطورية، وفيلا شوجاكوين الإمبراطورية (كلاهما في كيوتو)، ومستودع شوسوين الإمبراطوري في نارا، بالإضافة إلى فيلا هاياما الإمبراطورية وفيلا ناسو الإمبراطورية.
كثف الحرس الإمبراطوري جهوده لحماية العائلة الإمبراطورية بعد اغتيال رئيس الوزراء «شينزو آبي» في عام 2022م.

### صور

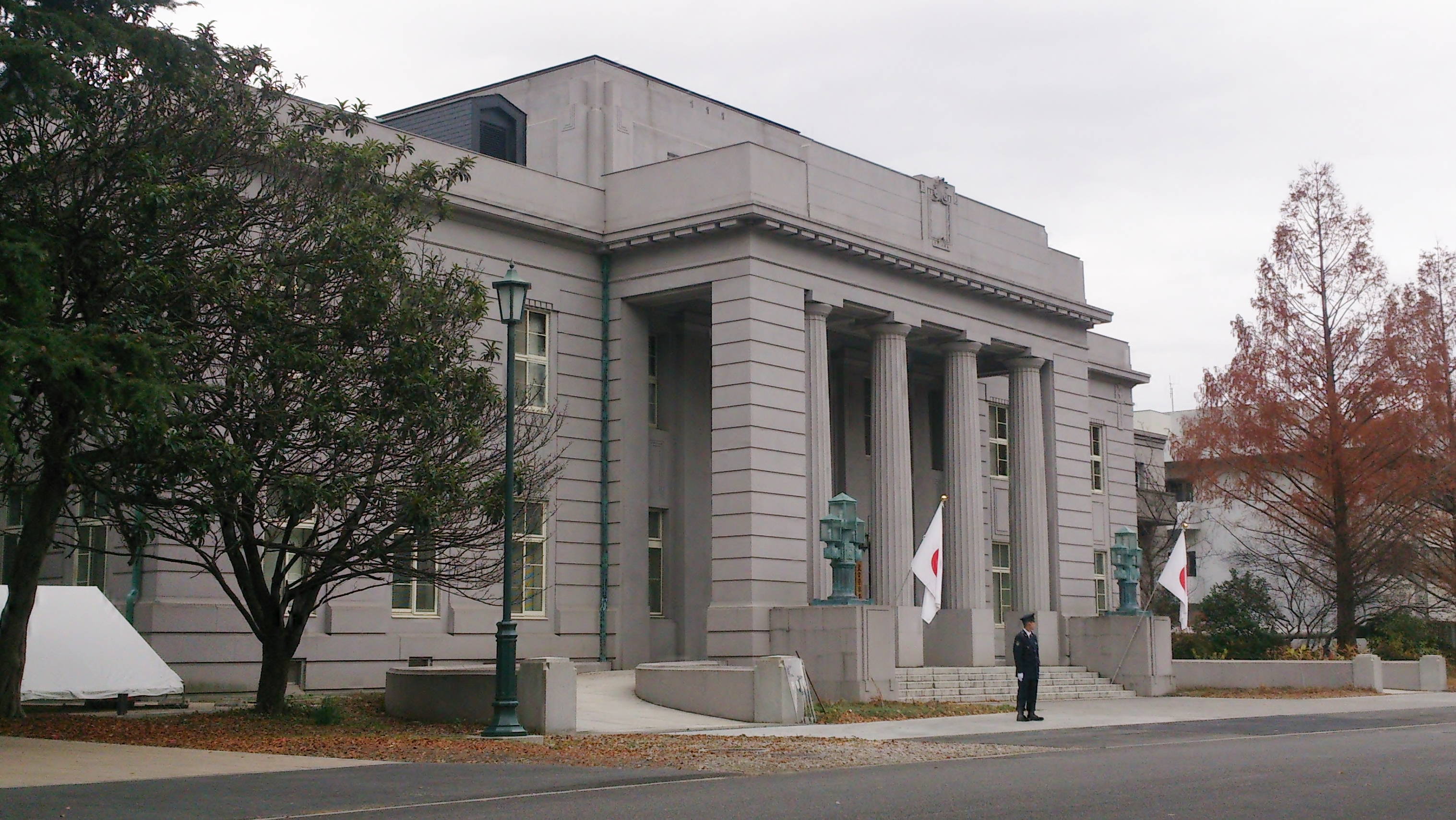
مقر الحرس الإمبراطوري الإمبراطوري الحديث بطوكيو
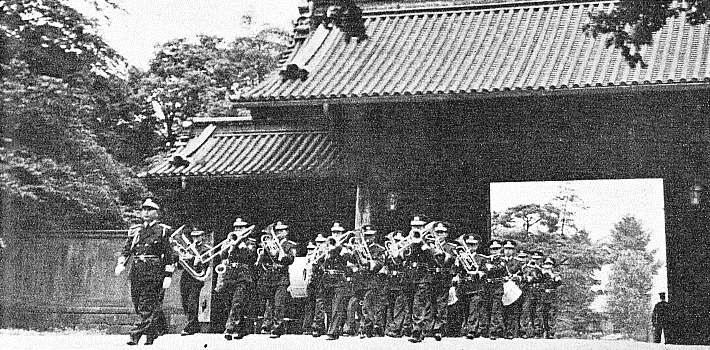
فرقة موسيقية تابعة للحرس الإمبراطوري في شوارع طوكيو في الخمسينيات
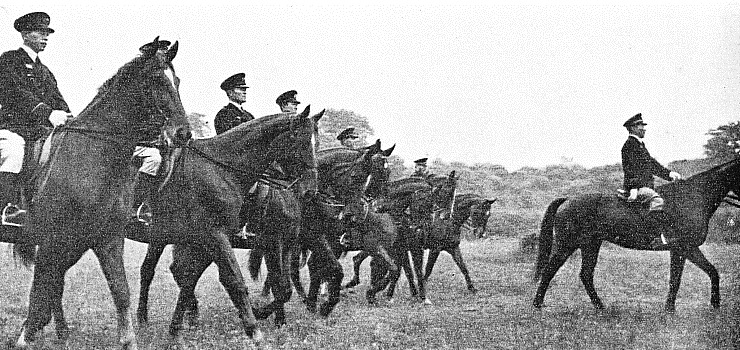
ضباط شرطة الحرس الإمبراطوري الخيالية في الخمسينيات
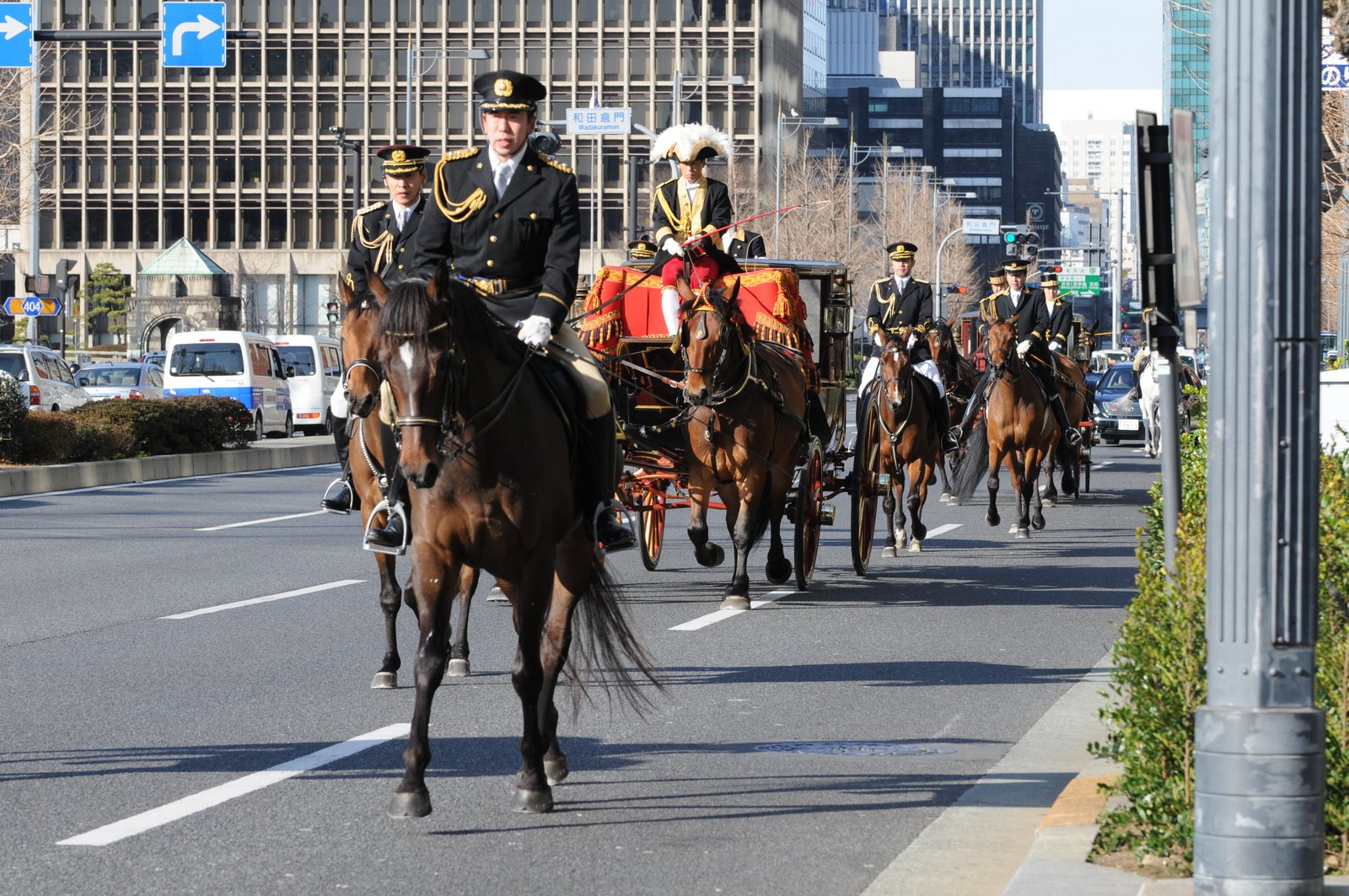
الحرس الإمبراطوري أثناء حفل.
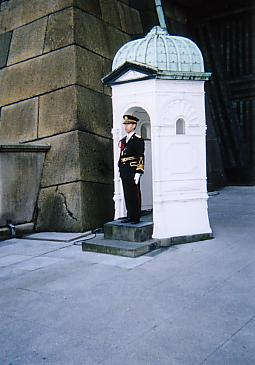
الحرس الإمبراطوري عند جسر «سيمون إيشيباشي» خارج قصر الإمبراطور بطوكيو.
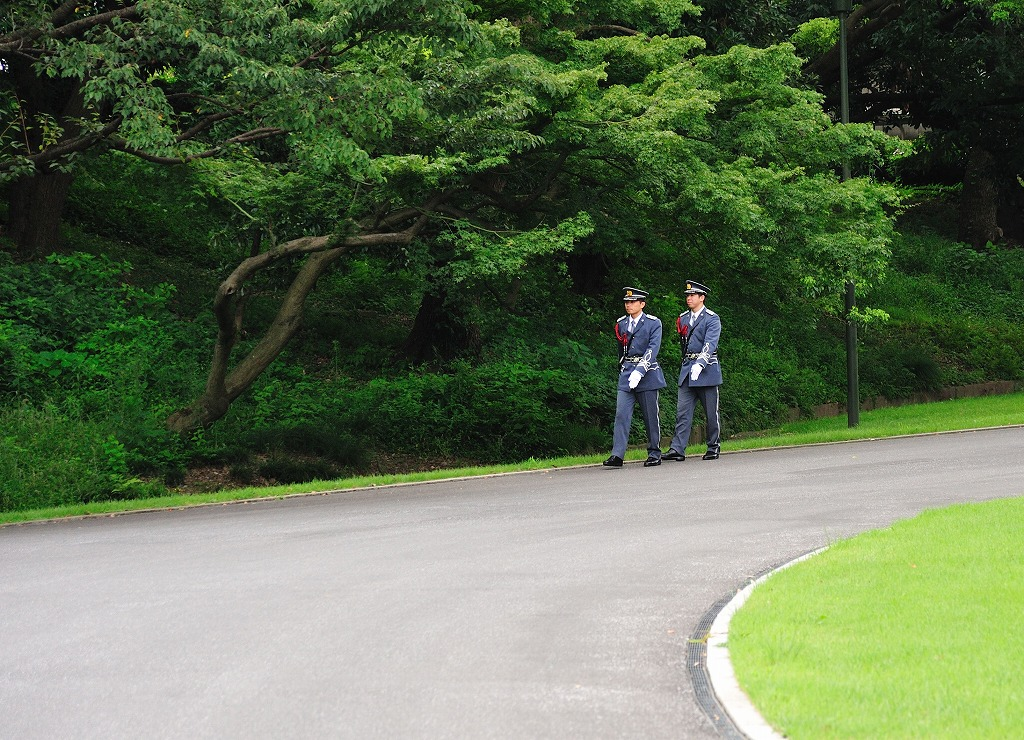
الحرس الإمبراطوري الحديث في القصر الإمبراطوري بطوكيو.
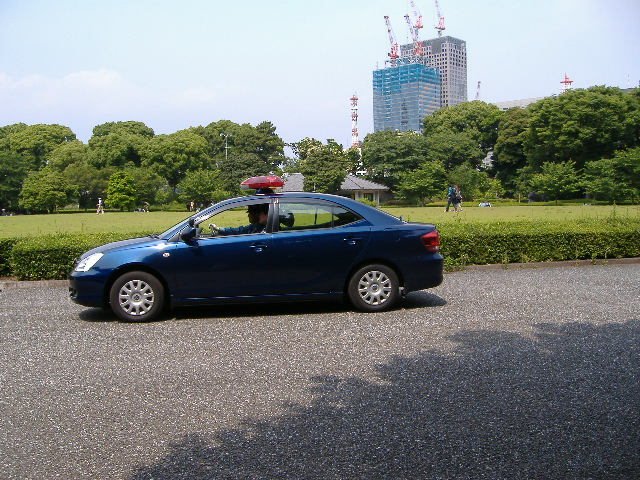
الحرس الإمبراطوري في سيارة دورية داخل حدائق القصر الإمبراطوري، طوكيو.
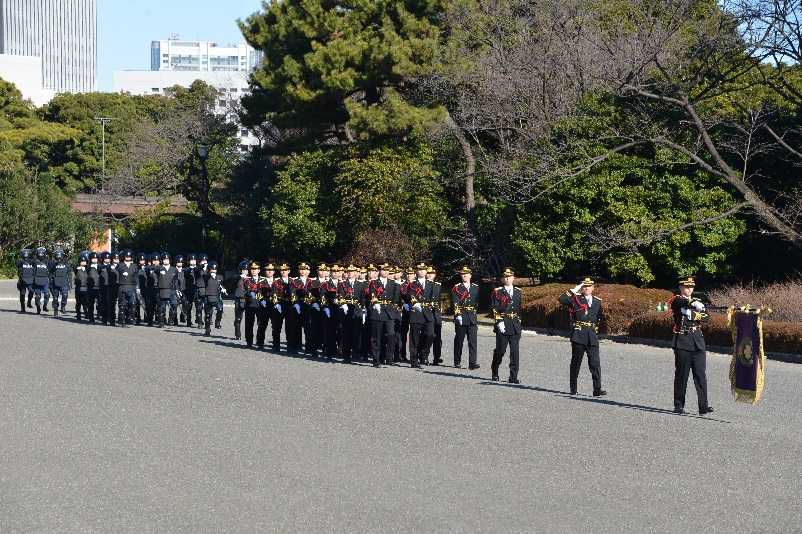
قوات حرس تأمين خاصة تابع لمقر الإمبراطور الإمبراطوري.

## روابط خارجية
- الصفحة الرسمية لـ NPA IG